# Doorgangsstation

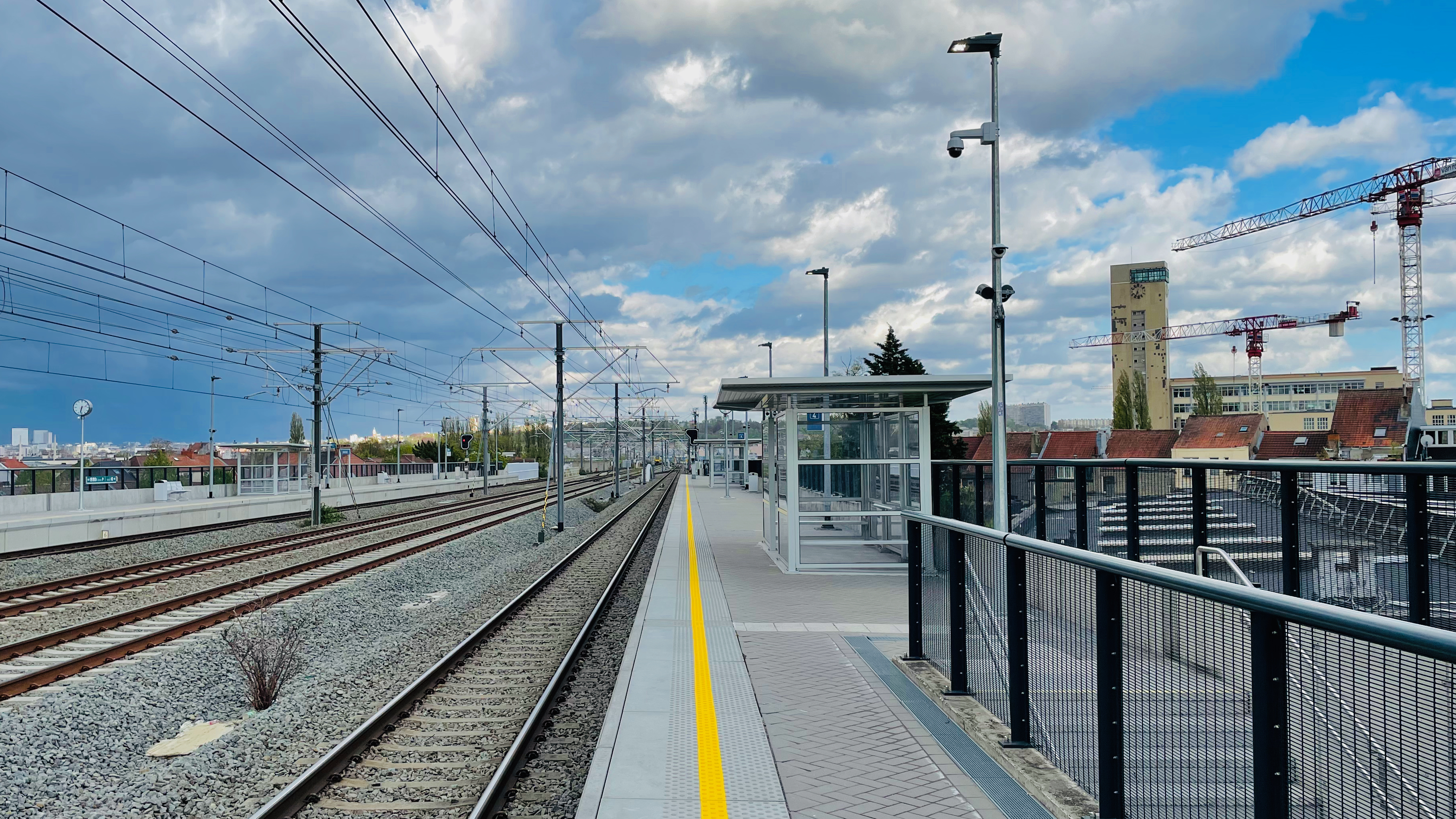
Doorgangsstation Anderlecht langs de spoorlijn tussen Brussel en Oostende met in het midden twee doorgaande sporen zonder perron.

Een doorgangsstation is een spoorwegstation met doorgaande hoofdsporen. In tegenstelling tot een kopstation laat een doorgangsstation treinverkeer in twee richtingen toe. 

## Kleine en middelgrote stations
De meeste kleine en middelgrote stations worden als doorgangsstations uitgebouwd. Reizigers kunnen de middelste perrons met behulp van tunnels, voetgangersbruggen of gelijkvloerse overwegen bereiken. Vaak is het zo dat de treinen in een bepaalde richting steeds hetzelfde spoor gebruiken, wat het voor de reizigers eenvoudiger maakt om zich te oriënteren. In sommige stations wordt de reisrichting zelfs vast aangegeven. Doorgangsstations kunnen ook met wisselplaatsen zijn uitgerust om inhalen mogelijk te maken. Als zo'n station als eindhalte fungeert, is het vaak nodig om opstelsporen te voorzien, bijvoorbeeld bij materieelwissels. In vele doorgangsstations is het mogelijk om door te rijden zonder te stoppen. In sommige gevallen worden er dan ook aparte sporen zonder perrons voorzien om hogere snelheden toe te laten.

## Grote stations
In tegenstelling tot kopstations hebben doorgangsstations operationele voordelen, aangezien de treinen niet hoeven te keren. Ze hebben minder sporen en wissels nodig dan kopstations met dezelfde capaciteit. Daarnaast kan de toegestane snelheid bij het binnenrijden van het station hoger zijn; bij een kopstation moet de snelheid uit veiligheidsoverwegingen gematigd worden. In de praktijk hebben sommige grotere doorgangsstations ook kopsporen ter aanvulling van de doorgaande sporen. Voorbeelden daarvan zijn het station Rotterdam Centraal met 12 doorgaande perronsporen en 1 kopspoor of station Antwerpen-Centraal met 10 kopsporen en 4 doorgaande perronsporen.